# Oliver Ivanović
Oliver Ivanović (Rznić kod Dečana, 1. travnja 1953. – Kosovska Mitrovica, 16. siječnja 2018.) bio je istaknuti srpski političar i ekonomist s Kosova. Bio je državni tajnik u bivšem Ministarstvu za Kosovo i Metohiju od 2008. do 2012. pod ministrom Goranom Bogdanovićem. Bio je član manje srpske političke stranke, Socijaldemokratske stranke, i politički i humanitarni vođa kosovsko-metohijskih Srba sa sjevera Kosova, uglavnom Kosovske Mitrovice, kao i član Koordinacijskog centra za Kosovo i Metohiju i osnivač i predsjednik Građanske inicijative "Srbija, demokracija, pravda" (GI SDP), jedne od srpskih političkih organizacija koja je sudjelovala na parlamentarnim i lokalnim izborima na Kosovu i Metohiji nakon Briselskog sporazuma.

## Životopis
Rođen je 1. travnja 1953. godine, od oca profesora povijesti Bogdana i majke profesora srpskog jezika i književnosti Olge u selu Rznić kod Dečana u Autonomnoj Kosovsko-metohijskoj oblasti Narodne Republike Srbije, jednoj od šest sastavnih autonomnih jedinica FNRJ. Osnovnu školu, kao i mehaničko-tehničku strukovnu srednju školu, završio je u Titovoj Mitrovici (današnja Kosovska Mitrovica). Njegova obitelj porijeklom je iz Crne Gore, iz plemena Kuči. Nakon smrti, njegovi roditelji su pokopani u Podgorici na njihov zahtjev.
Njegov životni san kao mladića bio je postati pilot, pa je postao pitomac prestižne Vojne akademije u Zagrebu, glavnom gradu Socijalističke Republike Hrvatske. Ozbiljan trening karatea započeo je tijekom studija u Zagrebu. Brzo je postao instruktor karatea. Nakon tri godine studija napustio je Vojnu akademiju u Zagrebu nakon što mu je dijagnosticirana kongenitalno oštećena vida. Vratio se na Kosovo i pohađao i uspješno diplomirao na Strojarskom fakultetu u Titovoj Mitrovici, ogranku Sveučilišta u Prištini. Kasnije je diplomirao na Ekonomskom fakultetu u Prištini.
Paralelno sa studijem, nastavio je profesionalno usavršavati svoje borilačke vještine, dobio je nove pojaseve, a vrhunac je postigao kada je osvojio prvenstvo u karate natjecanju na Kosovu. Također su stekli određeni međunarodni ugled postajući počasni međunarodni karate suci. Govorio je engleski, albanski i talijanski.
Živio je u Kosovskoj Mitrovici, bio je oženjen i imao četiri sina. Bio je velemajstor u karateu.
Oliver Ivanović bio je u zatvoru u Kosovskoj Mitrovici s još četvoricom Srba od siječnja 2014. godine, gdje je optužen za navodni ratni zločin protiv albanskih civila na Kosovu i Metohiji 1999. i 2000. Optužnica je podignuta u studenom 2014., a suđenje je započelo 18. prosinca 2014.
Zbog odbijanja da ga puste da se brani sa slobode, Oliver Ivanović je započeo štrajk glađu 7. kolovoza 2015., dok je 14. kolovoza zbog narušenog zdravlja prebačen u bolnicu u Kosovskoj Mitrovici. U veljači 2017. godine poništena je njegova prvostupanjska presuda i naloženo je novo suđenje. Tada je stavljen u kućni pritvor, a od travnja 2017. godine naređeno mu je da se brani sa slobode.

### Lokalni izbori 2017.
Nakon što su njegov osobni automobil nepoznati počinitelji zapalili u srpnju 2017. godine, Ivanović je izjavio da vjeruje da bi motiv mogao biti njegovo političko djelovanje. U kolovozu iste godine, Ivanovićeva supruga objavila je na svom Twitter nalogu da je Oliver kandidat GI SDP-a za gradonačelnika Sjeverne Kosovske Mitrovice. Istog mjeseca zapaljen je automobil Dragiši Miloviću, koalicijskom partneru i kandidatu za predsjednika općine Zvečan.
Demokratska stranka podržala je kandidaturu SDP-a i Olivera Ivanovića na lokalnim izborima, dok je Srpska lista u priopćenju rekla da jedina ima potporu beogradskih vlasti, nazivajući potporu DS-a Ivanoviću "antisrpskom koalicijom" radeći na slabljenju jedinstva Srba na Kosovu i Metohiji s motivom mržnje prema predsjedniku Srbije Aleksandru Vučiću, SNS-u ili Srpskoj listi. Marko Đurić, direktor Ureda za Kosovo i Metohiju i potpredsjednik SNS-a, rekao je 16. listopada za "RTV Pink" da Demokratska stranka provodi tradicionalnu politiku uništavanja srpskih interesa i naglasio da je Oliver Ivanović bio državni tajnik za vrijeme DS-a vlada. Istog dana "RTV Pink" emitirao je reklamu u kojoj stoji da je Ivanović "15 dana plakao za svojim automobilom, da je bio neiskren čovjek koji je iznevjerio naše povjerenje" i da je imao podršku Prištine.
Kandidaturu SDP-a i Ivanovića podržali su i Pokret slobodnih građana, Nova stranka, Pokret za promjene i Aleksandar Šapić. Izbori su održani 22. listopada, a Ivanović je osvojio 18,52% glasova, iza kandidata Srpske liste Gorana Rakića, koji je osvojio oko 67% glasova.

### Atentat i smrt
Dana 16. siječnja 2018., u ranim jutarnjim satima, nepoznati počinitelji izvršili su atentat na Olivera Ivanovića ispred prostorija SDP-a u Kosovskoj Mitrovici. Ubojica je upotrijebio oružje Zastava 70A s prigušivačem zvuka, poznatijim kao duga devetka, iz kojeg je ispaljeno šest hitaca. Nakon atentata, Ivanović je prebačen u bolnicu u Kosovskoj Mitrovici, gdje je i umro.
Pokopan je 18. siječnja 2018. u Aleji zaslužnih građana na Novom groblju u Beogradu. Sprovodu su prisustvovali Ana Brnabić, premijerka Srbije i Marko Đurić, direktor Ureda za Kosovo i Metohiju.
Nakon peticije Ivanovićevih stranačkih kolega i simpatizera, na prijedlog odbora Srpske liste, Ivanović je dobio ulicu u naselju Bošnjačka mahala u sjevernoj Kosovskoj Mitrovici. Članovi SDP-a i obitelji Ivanović naglasili su da ulica u kojoj je izvršen atentat nije preimenovana, kako se traži u peticiji.